# Cypselurus oligolepis
Cá chuồn vây nhỏ , tên khoa học Cypselurus oligolepis, là một loài cá chuồn trong họ Exocoetidae.